# National Synchrotron Radiation Research Center

NSRRC

Die National Synchrotron Radiation Research Center (NSRRC) ist ein 1993 eröffnetes Synchrotron in der Republik China (Taiwan). In ihren Speicherring mit einem Umfang von 518,4 m werden Elektronen mit einer Energie von 3 Gigaelektronenvolt (GeV) injiziert. Die Anlage soll bis 2016 über 48 voll funktionsfähige Experimentierstationen verfügen, welche die entstehende Synchrotronstrahlung nutzen. Das Synchrotron soll der biomedizinischen und nanotechnologischen Forschung zugutekommen. Das NSRRC betreibt auch zwei Strahlführungen bei SPring-8 in Japan und das Sika-Neutronenstreuinstrument am OPAL-Forschungsreaktor in Australien.